# Josep Puigdengolas Barrella
Josep Puigdengolas Barrella (Barcelone, 1906-1987) est un peintre catalan du XXe siècle surtout connu pour ses peintures de paysage.

## Biographie
Le marquis de Lozoya a dit de Puigdengolas qu'il était parmi les représentants les plus prestigieux de l'école de paysage espagnole. Il est représenté au Musée national centre d'art Reina Sofía et au Musée d'art moderne de Barcelone, entre autres.
Il a étudié à l'Académie des beaux-arts de Florence et fut influencé par Eliseo Meifrén Roig et Joaquim Mir. Il a eu son studio à Barcelone mais il a passé du temps à Majorque et en Cerdagne. En 1951, il a été nommé professeur à l'École des beaux-arts de Sant Jordi à Barcelone.
En 1972, son fils Josep épousa l'artiste peintre Glòria Muñoz (en).